# إيرل برايان
إيرل برايان (بالإنجليزية: Earl Brian)‏ هو جراح أمريكي، ولد في 1942.